# A megtorlás útján
A megtorlás útján (eredeti cím: Avengement) egy 2019-es brit bűnügyi akciódráma, melyet Jesse V. Johnson rendezett. A főbb szerepekben Scott Adkins, Craig Fairbrass, valamint Thomas Turgoose látható.
2019. május 24-én mutatták be, Magyarországon DVD-n jelent meg szinkronizálva 2020 áprilisában.

## Cselekmény
Cain Burgess képzett harcművész, aki heves vérmérséklettel rendelkezik. Noha Cain alapvetően becsületes, testvére, Lincoln szakasztott ellentéte, uzsorás gazember. Meggyőzi őt, hogy végezzen el egy kisebb rablást, azonban Caint elfogják a rendőrök, és több évre börtönbe kerül. A börtönben a rabtársai minden nap meg akarják őt ölni, végül rájön, hogy a bátyja akarja megöletni, mert azt hiszi róla, hogy tanúskodott ellene.
Nem sokkal később szigorú őrizet alatt elszállítják egy kórházban haldokló édesanyjához, aki többször meglátogatta a börtönévei alatt. Azonban Cainnel közlik, hogy az anyja hasnyálmirigyrákban meghalt. A feldühödött Cain kiüti a rá vigyázó őröket és megszökik, hogy aztán elmenjen Lincoln és az emberei törzshelyére, egy helyi bárba. Odabent nagy küzdelem alakul ki az emberi és ő közte, akiket mind megöl. A bátyját utoljára hagyva, végül vele is végez az általa előrántott saját bicskájával.

## Szereplők
| Szereplő        | Színész              | Magyar hang      |
| --------------- | -------------------- | ---------------- |
| Cain Burgess    | Scott Adkins         | Galambos Péter   |
| Lincoln Burgess | Craig Fairbrass      | Schneider Zoltán |
| Tune            | Thomas Turgoose      |                  |
| Hyde            | Nick Moran           |                  |
| Bez             | Kierston Wareing     |                  |
| Clif            | Mark Strange         |                  |
| Mo              | Leo Gregory          |                  |
| Chas            | Luke Lafontaine      |                  |
| Vern            | Beau Fowler          |                  |
| Newbold         | Dan Styles           |                  |
| Yeates          | Christopher Sciueref |                  |
| Orderly         | Matt Routledge       |                  |
| Mrs. Burgess    | Jane Thorne          |                  |
| O'Hara nyomozó  | Louis Mandylor       | Dózsa Zoltán     |
| Stokes          | Terence Maynard      |                  |
| Rook            | Daniel Adegboyega    |                  |